# Siły Powietrzne Izraela

Flaga Sił Powietrznych Izraela.

Siły Powietrzne Izraela (hebr. ‏זְרוֹעַ הָאֲוִיר וְהֶחָלָל‎, Zro’a ha-Awir we-ha-Chalal, w skrócie ‏חֵיל הָאֲוִיר‎, Chejl ha-Awir, Korpus Powietrzny; ang. Israel Air and Space Force, do 2005 roku: Israel Defense Forces/Air Force, nieoficjalnie Israeli Air Force) – jeden z trzech rodzajów Sił Obronnych Izraela.
Uchodzą za jedne z najlepszych sił powietrznych świata, a ich potencjał bojowy, mimo stosunkowo niewielkiej liczebności, przewyższa (ze względu na wyższą jakość sprzętu, a przede wszystkim lepsze wyszkolenie) potencjał wojsk lotniczych państw ościennych, co udowodniły w serii wygranych konfliktów zbrojnych z państwami arabskimi w ciągu minionych sześćdziesięciu lat, zadając przeważającym liczebnie wrogom straty proporcjonalnie większe od własnych.
Obecny potencjał IAF-u opiera się na samolotach produkcji amerykańskiej, głównie F-16 (ponad 300 egzemplarzy).

## Historia
Praktycznie od zakończenia II wojny światowej trwały walki pomiędzy Żydami a Arabami zamieszkującymi sporne terytoria w Palestynie, które stopniowo przekształciły się w otwartą wojnę domową. Jesienią 1947 społeczność żydowska zaczęła przygotowywać się na wypadek arabskiej inwazji na Palestynę, czego skutkiem byłaby całkowita aneksja spornych terytoriów i uniemożliwienie powstania państwa żydowskiego. Z tego powodu ruch syjonistyczny zwiększył wydatki na dozbrajanie paramilitarnych oddziałów Hagany.
Na dwa tygodnie przed głosowaniem ONZ w sprawie Palestyny, w listopadzie 1947, Hagana utworzyła pierwsze żydowskie siły powietrzne – Szerut ha-Awir (hebr. ‏שירות האוויר‎). W ich skład wchodziło początkowo kilkanaście lekkich samolotów wypożyczonych z żydowskich linii lotniczych Awiron (w tej liczbie były trzy polskie RWD-8, dwa RWD-13 i jeden RWD-15) oraz zaledwie jedenastu pilotów. Siły te były używane do przeprowadzania zwiadu powietrznego oraz zaopatrywania odciętych społeczności żydowskich.

### Wojna o niepodległość

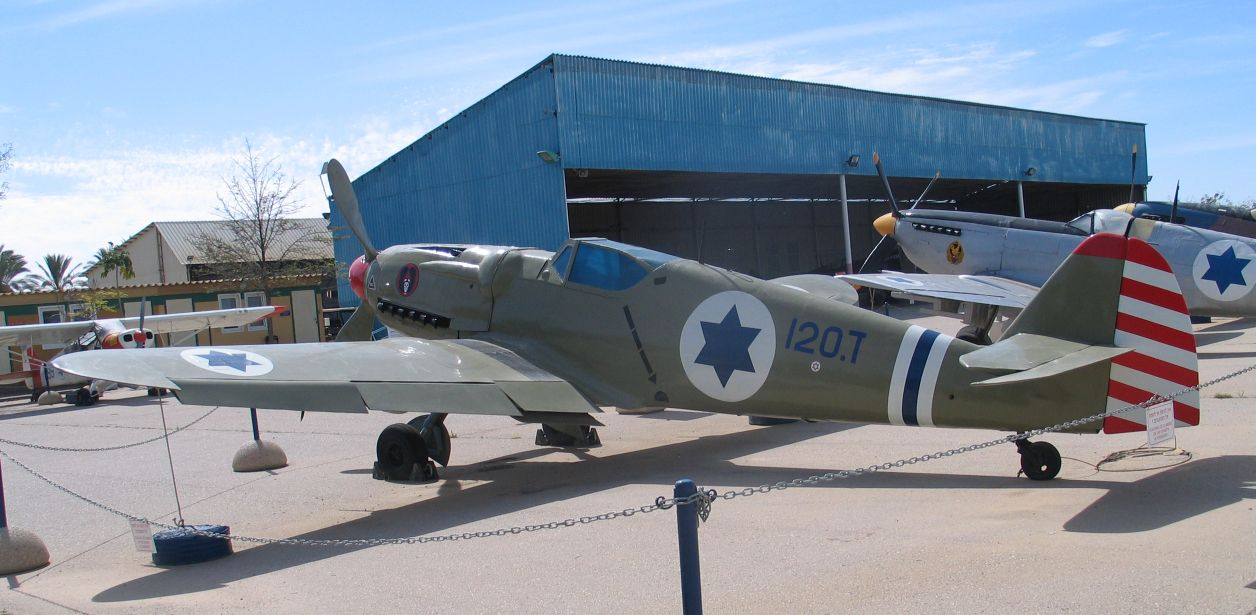
Avia S-199

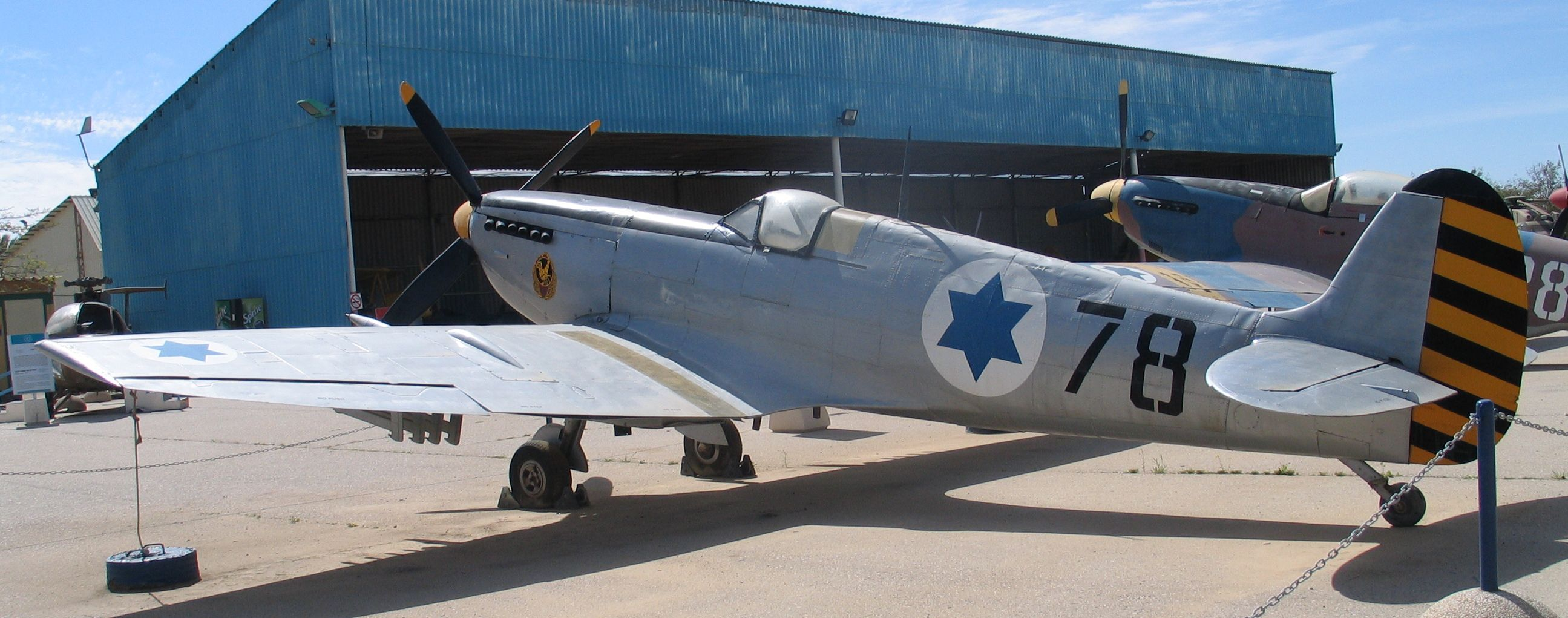
Spitfire Mk IX

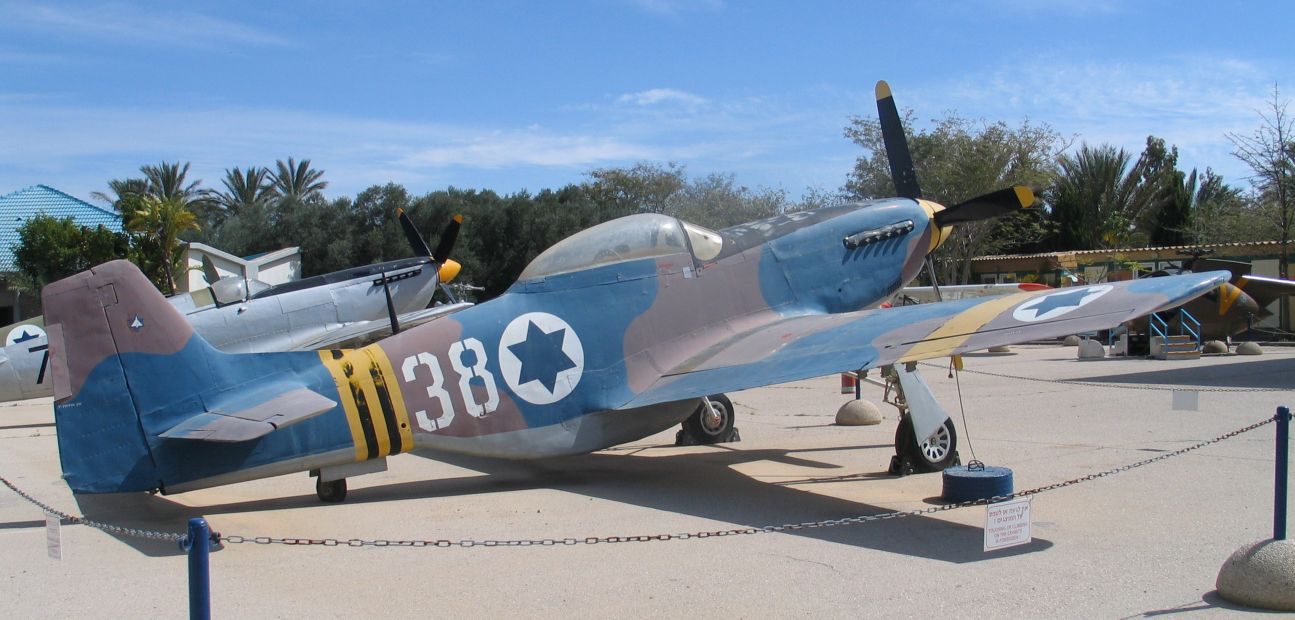
P-51D Mustang

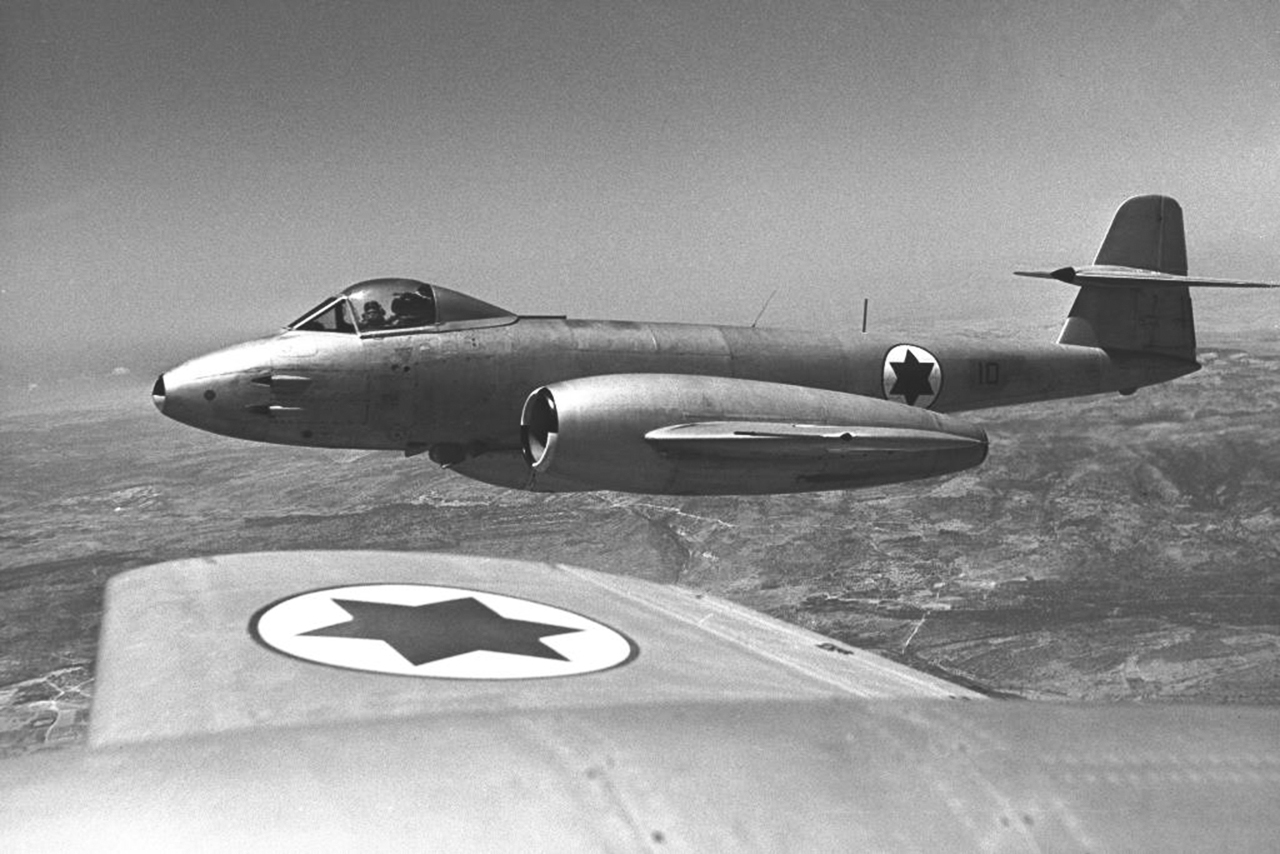
Gloster Meteor

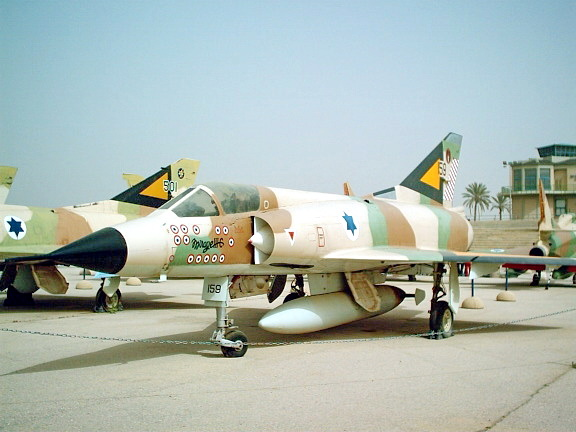
Mirage IIICJ Szachak

Natychmiast po proklamowaniu niepodległości państwa Izrael (14 maja 1948) wybuchła I wojna izraelsko-arabska, która jest też nazywana wojną o niepodległość. W tamtych czasach Izrael nie dysponował jeszcze samolotami bojowymi. Jednakże w maju 1948 izraelscy przedstawiciele zawarli porozumienie z rządem Czechosłowacji na zakup między innymi 24 samolotów myśliwskich Avia S-199 (wersja niemieckiego myśliwca Messerschmitt Bf 109) i szkolenie pilotów. Maszyny następnie w wielkiej tajemnicy przemycono na terytorium Izraela. 29 maja 1948 cztery izraelskie myśliwce Avia przeprowadziły pierwszy powietrzny nalot na egipską kolumnę wojskową w rejonie miasta Aszdod. Pilotami byli: dowódca Lou Lenart (amerykański ochotnik), Moddy Alon, Ezer Weizman oraz Eddie Cohen (ochotnik z Południowej Afryki – zginął w tej akcji).
W nocy z 31 maja na 1 czerwca 1948 roku izraelskie myśliwce Avia przeprowadziły nalot na Amman, stolicę Transjordanii. 3 czerwca 1948 izraelski pilot (Moddy Alon) myśliwca Avia zestrzelił nad Tel Awiwem dwa egipskie bombowce Dakota. Było to pierwsze powietrzne zwycięstwo Izraela.
11 czerwca 1948 ogłoszono zawieszenie broni, któremu towarzyszyło ogłoszone przez ONZ embargo na dostawy broni dla uczestników konfliktu. Izrael tymczasem rozpoczął pozyskiwanie uzbrojenia od państw bloku komunistycznego, gdzie państwo żydowskie było postrzegane jako potencjalny antyimperialistyczny sojusznik. Z Czechosłowacji szybko dotarły myśliwce Spitfire Mk IX, które trafiły tam wraz z powracającymi z frontu zachodniego pilotami czechosłowackimi. Ich przelot z Europy (z międzylądowaniem w Titogradzie) nad Morze Śródziemne otrzymał kryptonim „Balak”. Pilotami byli Żydzi uprzednio służący w Royal Air Force. Niedługo potem dotarły z Czechosłowacji kolejne zakupione samoloty Avia S-199; te jednak nie leciały o własnych siłach (w czasie przelotu Spitfire’ów utracono trzy maszyny), ale w częściach na pokładach transportowych Douglasów C-54 uzyskanych za pieniądze Żydów amerykańskich. Wraz z nimi do Izraela zdążały pozyskane w podobny sposób C-47 wiozące części zamienne dla nowych maszyn. Tę operację przerzutu nazwano „Velvetta”. Oprócz tego prowadzono działania mające uniemożliwić podobne wzmocnienie strony arabskiej (posunięto się nawet do zniszczenia hali produkcyjnej zakładów Macchi, w której przygotowywano do wysyłki do Egiptu włoskie myśliwce Macchi M.C. 205).
Wkrótce zaczęły przybywać także maszyny produkcji amerykańskiej dostarczane przez podstawione firmy kupujące je z demobilu do użytku cywilnego. Wśród zakupionych samolotów znalazły się bombowce B-17 Flying Fortress i myśliwce P-51 Mustang. Przybywali też wyszkoleni i doświadczeni specjaliści, w tym piloci, ludzie pochodzenia żydowskiego chcący się osiedlić w nowo powstałym państwie. W następnych dniach, celem izraelskich nalotów stały się arabskie miasta: Gaza, El-Arisz, Amman i Damaszek.
Wkrótce po zakończeniu działań wojennych zniesiono embargo na dostawy uzbrojenia do Izraela, dzięki czemu przestarzałe myśliwce Avia S-199 i wyeksploatowane Spitfire’y Mk IX zastąpiono dostarczonymi ze Stanów Zjednoczonych, tym razem już oficjalnie, P-51D Mustang. Od około 1953 głównym dostawcą sprzętu wojskowego do Izraela została Francja, która dostarczyła wpierw myśliwce MD 450 Ouragan, a następnie MD 454 Mystère IV A (Ouragany przekwalifikowano wówczas na szturmowce) – na tym sprzęcie Izrael musiał stawić czoła Egiptowi w czasie kryzysu sueskiego.

### Kryzys sueski
Przystępując w październiku 1956 roku do operacji sueskich, izraelskie siły powietrzne liczyły 155 samolotów bojowych. Egipcjanie dysponowali sprzętem o zbliżonych możliwościach – radzieckimi MiG-ami-15 i brytyjskimi Meteorami. Piloci izraelscy byli jednak lepiej wyszkoleni i mieli wsparcie ze strony brytyjskich i francuskich sił powietrznych, dzięki czemu w wojnie powietrznej odnieśli zwycięstwo. W walkach utracono piętnaście maszyn za 255 egipskich samolotów. Sukcesy odnoszone przez izraelskich pilotów w walkach powietrznych i w atakowaniu celów naziemnych sprawiły, że wojska lądowe i szef Sztabu Generalnego Mosze Dajan docenili znaczenie lotnictwa dla ogółu sił zbrojnych.
Od 1958 roku do Izraela zaczęły docierać pierwsze dostawy francuskich myśliwców Dassault Super Mystère i Mirage IIIC, szturmowych Vautour II, treningowych odrzutowców CM.170 Magister oraz ciężkich śmigłowców Super Frelon. 27 września 1962 roku amerykański prezydent John F. Kennedy wyraził zgodę na sprzedaż Izraelowi 48 samolotów szturmowych A-4H Skyhawk oraz helikopterów Sikorsky H-34 i Bell 205 (dostarczono je dopiero po wojnie 1967 roku).
W 1966 i 1967 roku izraelskie samoloty w odpowiedzi na ataki terrorystyczne i ostrzał artyleryjski wielokrotnie przeprowadzały odwetowe bombardowania syryjskich pozycji na Wzgórzach Golan. 7 kwietnia 1967 roku doszło tam do bitwy powietrznej, w której zestrzelono sześć syryjskich MiG-ów-21. Po walce izraelskie myśliwce wykonały przelot nad Damaszkiem.

### Wojna sześciodniowa
Przystępując do wojny sześciodniowej w 1967 roku, izraelskie siły powietrzne posiadały 197 samolotów bojowych (72 naddźwiękowe samoloty myśliwsko-bombowe Mirage IIIC zgrupowane w trzech dywizjonach myśliwskich, 60 myśliwców bombardujących Super Mystère B2 i Mystère II oraz 41 myśliwców Dassault MD 450 Ouragan zgrupowanych w jednym dywizjonie wielozadaniowym i trzech dywizjonach myśliwsko-bombowych, wspierane przez 25 lekkich bombowców Sud-Ouest Vautour II). W dwu dywizjonach transportowych latały samoloty transportowe Noratlas, Stratocruiser, Douglas C-46 i Douglas C-47. Siły państw arabskich liczyły 780 samolotów, jednak ta olbrzymia różnica została zniwelowana poprzez zaskakujące uderzenie powietrzne, które w pierwszych dniach wojny wyeliminowało arabskie lotnictwo. Ogółem Izraelczycy stracili 46 maszyn, niszcząc 463 samoloty arabskie, w tym blisko 150 nowoczesnych myśliwców MiG-21. Egipt potrzebował ponad dwóch lat, by przynajmniej częściowo odbudować potencjał bojowy swojego lotnictwa i rozpocząć pierwsze naloty na cele izraelskie na Synaju, podczas gdy Żydzi praktycznie cały czas prowadzili pojedyncze ataki na wybrane cele arabskie.

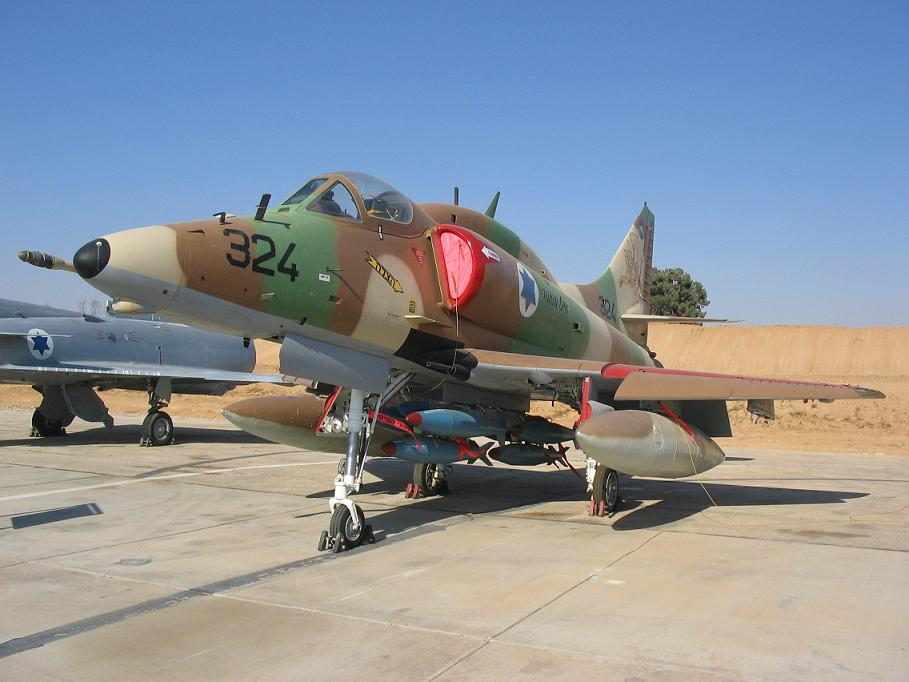
A-4N Skyhawk (Ajit)

Niestety dla Izraela, jedną z konsekwencji wojny sześciodniowej było wycofanie się Francji z dalszych dostaw sprzętu wojskowego, co oznaczało, że wiodącą rolę przejęli Amerykanie. We wrześniu 1968 roku do Izraela dotarły ze Stanów Zjednoczonych pierwsze dostawy 44 myśliwsko-bombowych F-4E Phantomów i 48 szturmowych A-4E Skyhawków. Stały się one kręgosłupem Izraelskich Sił Powietrznych. Równocześnie izraelski wywiad wszedł w posiadanie dokumentacji francuskiego myśliwca uderzeniowego Mirage 5, którego produkcję rozpoczął izraelski przemysł; maszyny otrzymały nazwę Nesher (Orzeł, hebr. נשר) i stały się podstawą do stworzenia samolotów Kfir (Lwiątko, hebr. כפיר).
W 1968 roku Izraelczycy przeprowadzili testy z pociskiem rakietowym Jerycho-1. Ta nowa broń umożliwiała izraelskim siłom powietrznym rażenie celów położonych w odległości do 750 kilometrów. Pocisk rakietowy był zdolny do przenoszenia taktycznych głowic jądrowych.

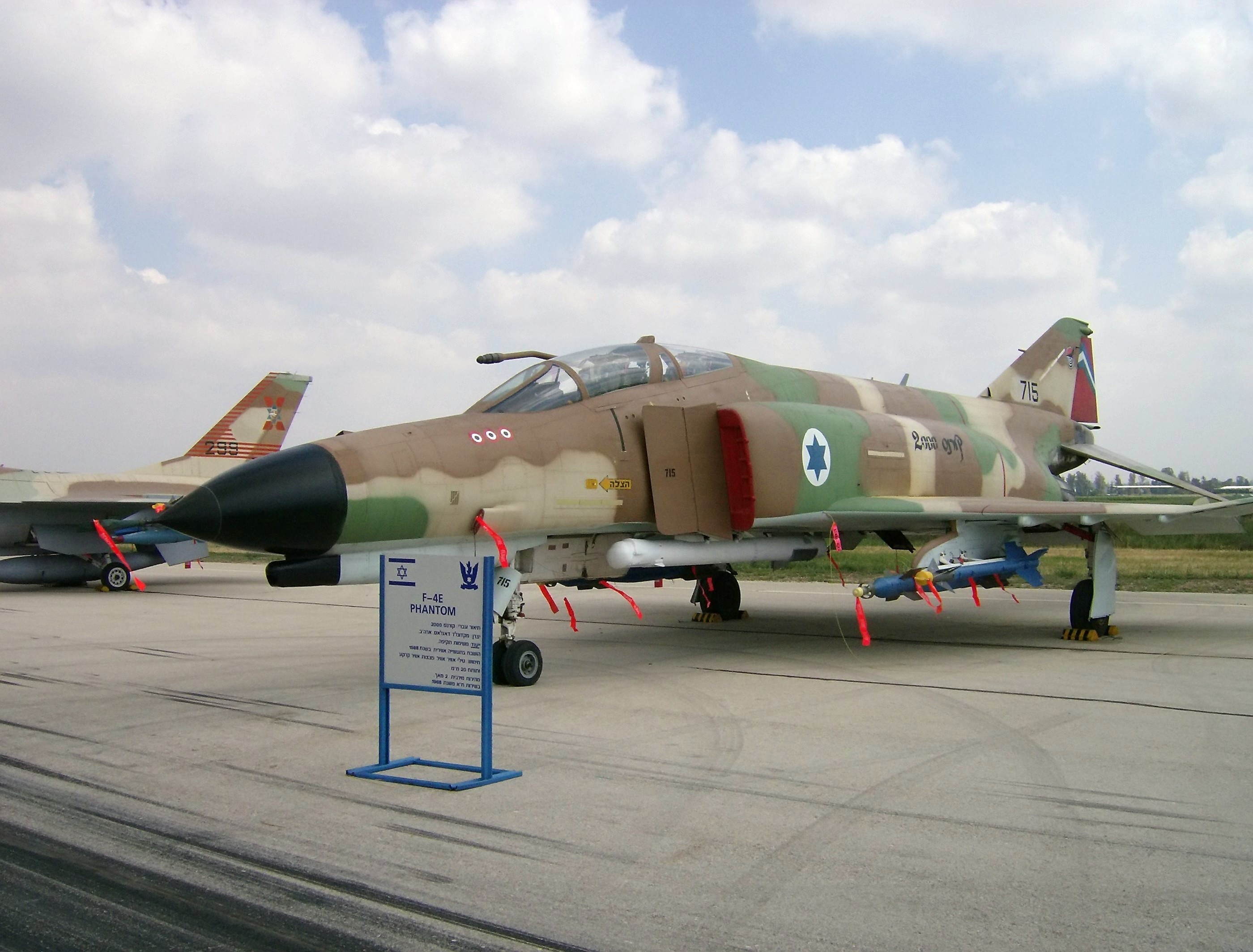
F-4E Phantom II (Kurnas)

Na początku 1969 roku Stany Zjednoczone udzieliły Izraelowi pomocy, udostępniając samoloty transportowe C-5 Galaxy, którymi przewieziono z Francji 50 myśliwców Mirage 5J w skrzyniach. Przez cały ten czas izraelskie siły powietrzne prowadziły nieustanne walki z lotnictwem sąsiednich arabskich państw. Starcia te były częścią wojny na wyczerpanie (1968–1970). Do najbardziej intensywnych starć powietrznych dochodziło na froncie egipskim nad półwyspem Synaj, doprowadzając do zbrojnej interwencji ZSRR na początku 1970 roku. Wiosną obecność Rosjan zmusiła Izrael do ograniczenia działań bojowych po egipskiej stronie Kanału Sueskiego. Tak zwana wojna na wyczerpanie zakończyła się rozejmem przyjętym przez Gamala Abdela Nasera 23 lipca 1970 roku.

### Wojna Jom Kipur
Przystępując do wojny Jom Kipur w 1973 roku, izraelskie siły powietrzne dysponowały 561 samolotami (135 szturmowych A-4 Skyhawk, 176 myśliwsko-bombowych F-4 Phantom II, 50 myśliwców Mirage III, 8 myśliwców Vautour II, 12 Super Mystère’ów, 66 transportowców C-130 Hercules, C-47, C-97 i Noratlas oraz 50 śmigłowców Super Frelon, CH-53 i Bell 205). Przeciwko nim wystąpiło ponad 1100 arabskich samolotów bojowych.
Początkowo siły powietrzne przeznaczono do ataków spowalniających na nacierające wojska arabskie, ale i nad Kanałem Sueskim, i nad Wzgórzami Golan IAF napotkał silną i dobrze zorganizowaną obronę przeciwlotniczą (artyleryjską i rakietową), która zadała Izraelczykom poważne straty: osiemdziesiąt maszyn w pierwszym tygodniu walk, zestrzelonych głównie przez rakiety systemu Kub, przeciwko którym nie dysponowano skutecznymi środkami walki radioelektronicznej. W związku z tym skoncentrowano wysiłki przede wszystkim na unieszkodliwieniu arabskiej obrony przeciwlotniczej, w pierwszej kolejności syryjskiej. Operacje przeprowadzano przy użyciu szerokiego wachlarza elektronicznych środków przeciwdziałania, aktywnych i pasywnych, po czym następowało uderzenie lecących na niskim pułapie maszyn szturmowych. Kluczowe dla powodzenia ataków było zaskoczenie, więc aby je uzyskać, izraelskie siły powietrzne kilkakrotnie złamały prawo międzynarodowe, wlatując nad terytorium Syrii znad Libanu. Akcje zakończyły się sukcesem – w ciągu czterech dni, za cenę trzydziestu własnych samolotów, unieszkodliwiono 50% wyjściowego stanu środków zwalczania celów latających.

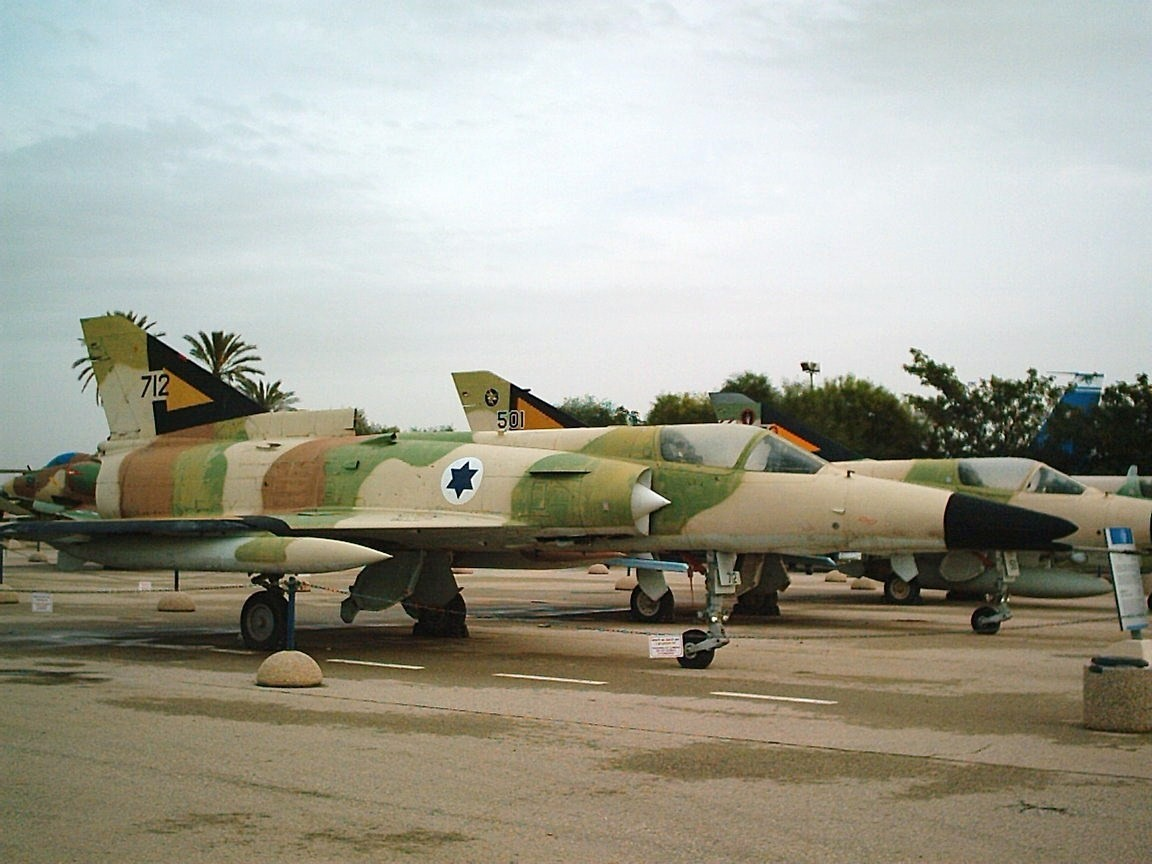
Kfir

W powietrzu ponownie decydujące okazało się wyszkolenie pilotów i skuteczniejszy system dowodzenia – w ciągu tygodnia Syria utraciła osiemdziesiąt samolotów (rekord dzienny: 27), strącając jedynie sześć wrogich maszyn. Myśliwce ścierały się zazwyczaj na niskich pułapach i w dużych grupach, co dawało przewagę latającym na Mirage’ach III pilotom izraelskim. Piloci arabscy, latający na MiG-ach-21, nie potrafili wykorzystać atutów swoich maszyn (głównie w walce pionowej) i mimo apeli doradców radzieckich podejmowali próby walki poziomej – z fatalnym dla siebie skutkiem.
Dużo trudniejszym przeciwnikiem okazali się Egipcjanie, którzy przy współpracy radzieckich doradców opracowali skuteczne metody przeciwdziałania izraelskim atakom. W związku z tym nastąpiło odwrócenie tradycyjnej sytuacji – to nie lotnictwo umożliwiło działanie wojskom lądowym, ale wojska lądowe, prąc do przodu i niszcząc wrogie stanowiska obrony, stworzyły lotnictwu korytarz, którym mogło się przedrzeć w głąb terytorium wroga. Aby zniszczyć egipskie samoloty, zastosowano taktykę, w ramach której jedna grupa izraelskich maszyn przypuszczała pozorowany atak na cel lądowy, natomiast druga nadlatywała nad lotnisko w chwili, gdy powracające z lotu egipskie maszyny wyznaczone do obrony tamtego celu powracały do bazy i całkowicie bezbronne kołowały do schronohangarów.

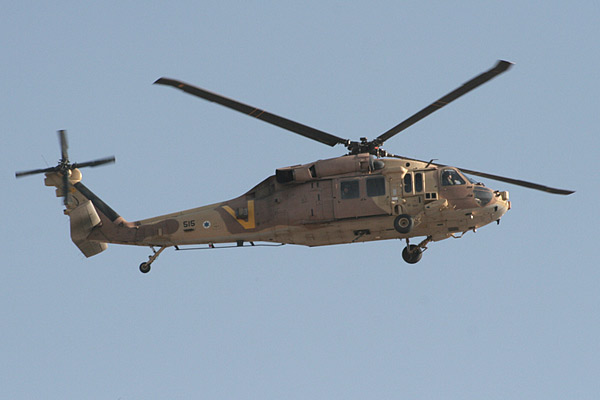
UH-60 Black Hawk

W wojnie Jom Kipur Izrael stracił 110 samolotów, z czego większość wskutek ognia z ziemi. Arabowie zaś – 465 samolotów i śmigłowców, z czego większość (Egipt 84%, Syria 80%) w walkach powietrznych. W następstwie wojny Jom Kipur w 1974 roku utworzono 669. Dywizjon (jednostka specjalna Aeromedical Evacuation Unit) zajmujący się ratowaniem lotników i żołnierzy z wrogich terenów. Dywizjon otrzymał śmigłowce CH-53 Super Stallion, UH-60 Black Hawk, Bell 212 oraz później Hughes AH-64 Apache.

### Inne operacje
W 1974 roku doszło do studniowej wojny na wyczerpanie z Syrią, podczas której izraelskie siły powietrzne stoczyły liczne walki nad Wzgórzami Golan. Izraelczycy odnieśli zdecydowane zwycięstwo.

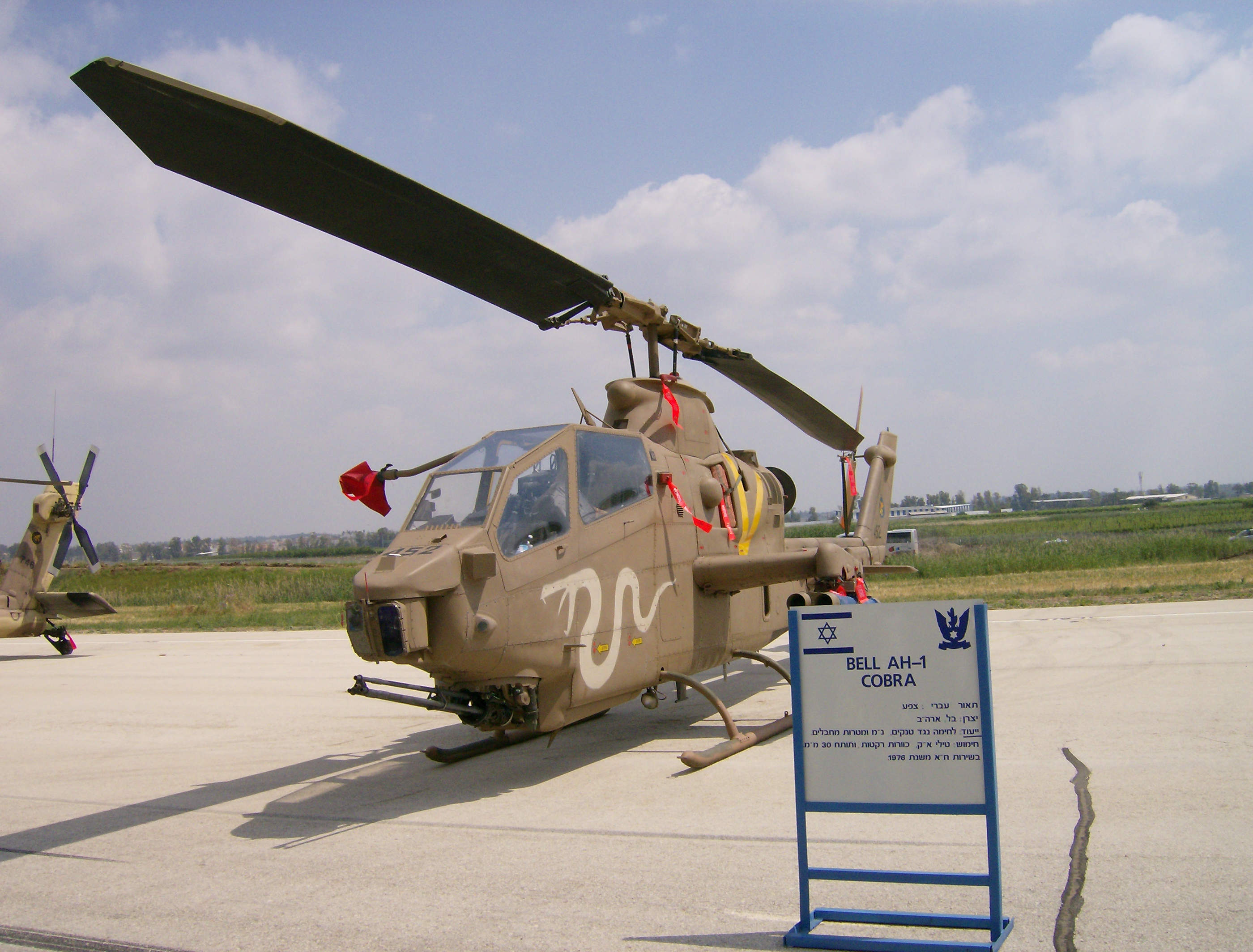
AH-1 Cobra

Przez cały czas prowadzono modernizację izraelskich sił powietrznych. Doświadczenia z wojny Jom Kipur stały się przyczyną zakupu pierwszych wyspecjalizowanych śmigłowców bojowych – już w kwietniu 1975 roku do Izraela dotarło sześć pierwszych helikopterów szturmowych AH-1 Cobra, na których w 1976 roku rozpoczęto testy (w sierpniu 1978 roku otrzymało nazwę kodową AH-1 Cefa). Jednak zakupy dla jednostek liniowych zrealizowano dopiero w latach 80. Do Izraela trafiło czterdzieści AH-1 różnych wersji i trzydzieści pięć MD 500. Szturmowe Cobry okazały się szczególnie skuteczne w walce z islamskimi bojownikami w Palestynie i Libanie.

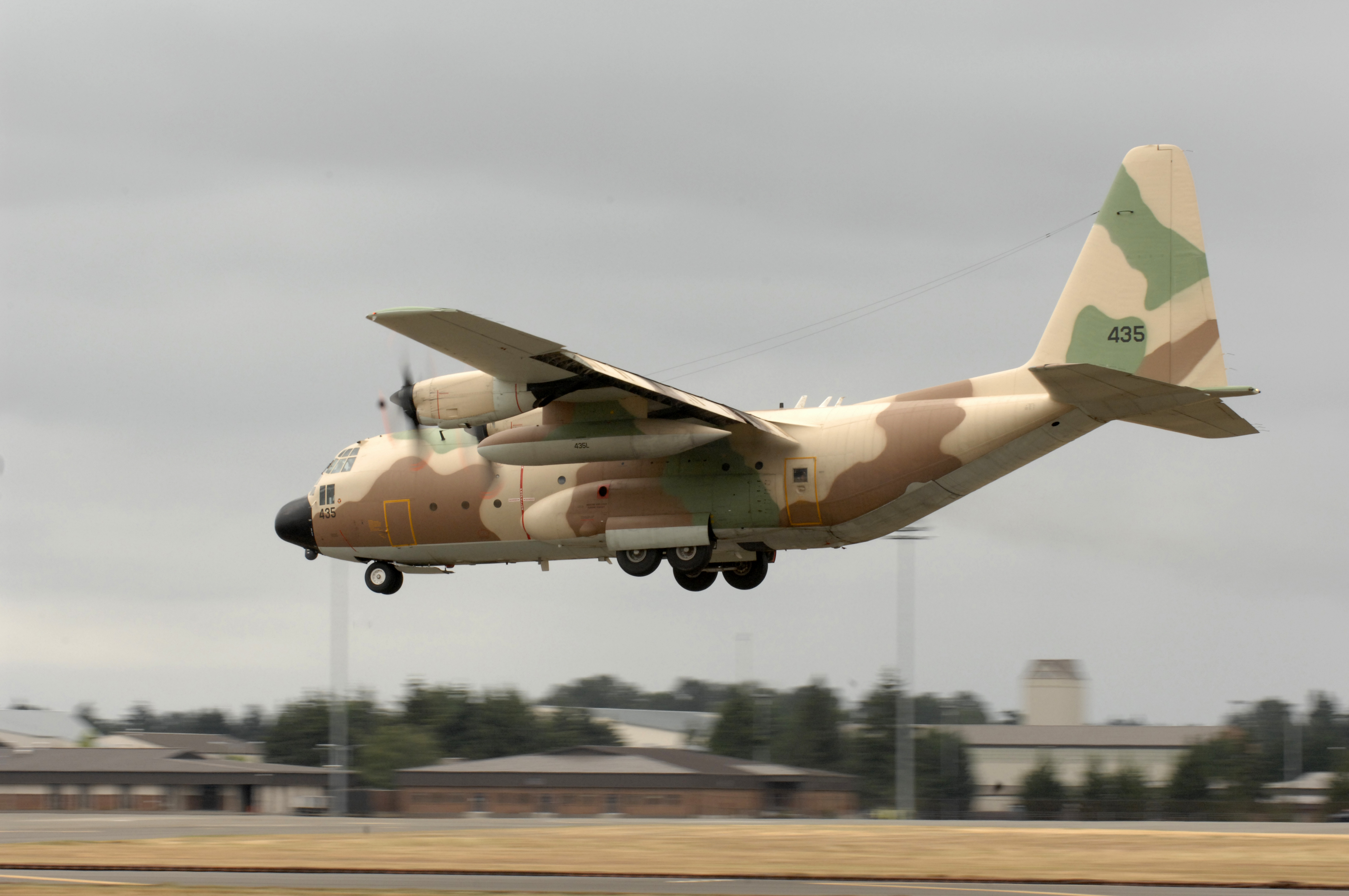
C-130 Hercules

3 lipca 1976 roku przeprowadzono operację Entebbe, podczas której pięć izraelskich samolotów transportowych C-130H Hercules (dwanaście maszyn zakupiono w latach 1971–1976) przetransportowało komandosów Sajjeret Matkal do Entebbe w Ugandzie, gdzie odbili z rąk porywaczy pasażerów samolotu Airbus A300 linii Air France.

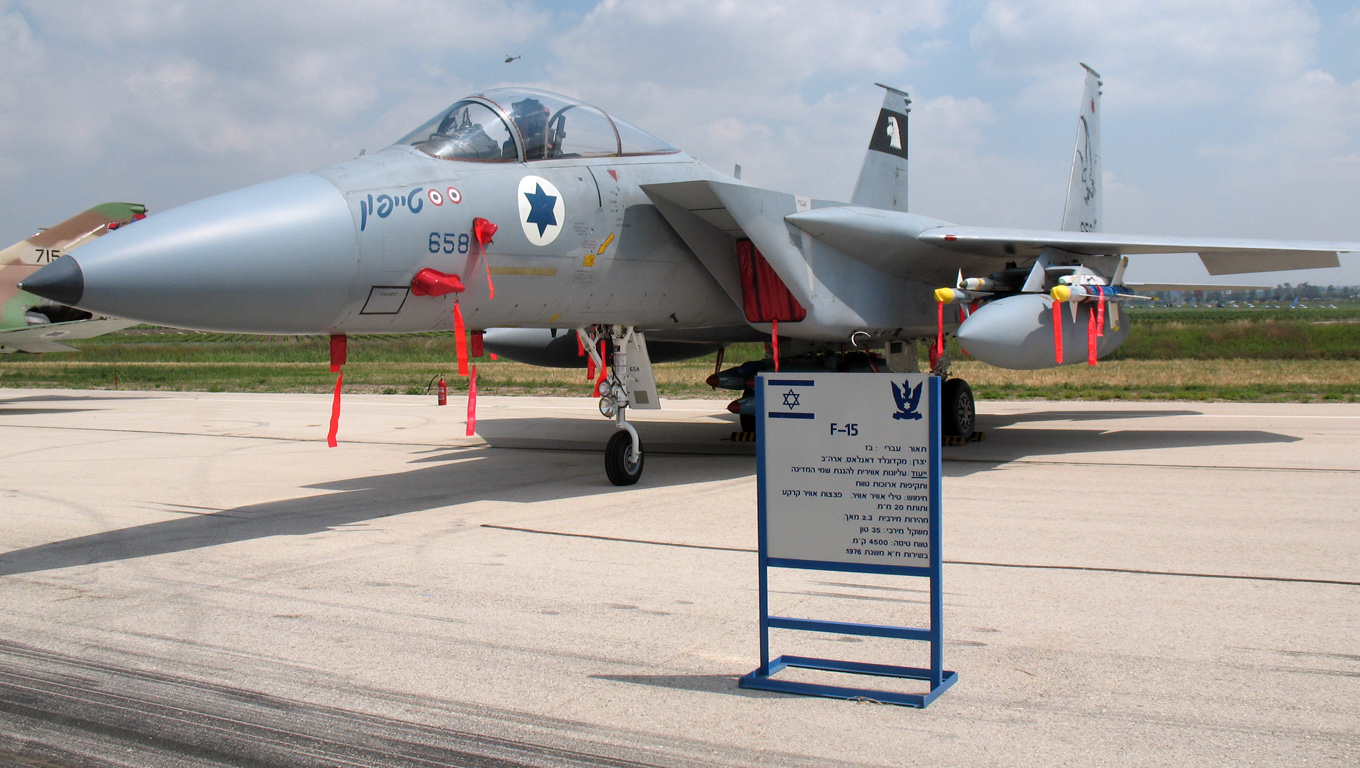
F-15A Eagle (Baz)

20 grudnia 1976 roku Stany Zjednoczone rozpoczęły dostawy myśliwców F-15 Eagle, które już w roku 1979 zostały użyte bojowo – w marcu strąciły syryjskiego MiG-a-21 nad Libanem, a do połowy 1982 roku bilans izraelskich Eagle’ów w walkach z Syryjczykami wynosił już 15:0. Dodatkowo, użyte w roli maszyn myśliwsko-szturmowych, zniszczyły 9 czerwca dziewiętnaście syryjskich wyrzutni rakiet przeciwlotniczych w Dolinie Bekaa. W tydzień po tej operacji zestrzelono (bez potwierdzonych strat własnych) dziewięćdziesiąt maszyn syryjskich, z czego połowa przypadła na F-15. Innym znaczącym sukcesem maszyn tego typu było strącenie nieoznakowanego MiG-a-25.
W latach 1977–1978 izraelskie siły powietrzne zakupiły w Stanach Zjednoczonych cztery samoloty wczesnego ostrzegania E-2C Hawkeye. W marcu 1978 zakupiono pierwsze wielozadaniowe myśliwce F-16 Fighting Falcon. W 1979 roku Izrael przejął całe anulowane irańskie zamówienie na dostawy 75 myśliwców F-16. Samoloty te przeznaczone były pierwotnie dla Iranu, który po rewolucji islamskiej stał się wrogiem USA. Równocześnie Stany Zjednoczone udzieliły dużego wsparcia finansowego przy budowie nowoczesnych baz sił powietrznych na pustyni Negew. Była to „nagroda” od administracji amerykańskiej za podpisane dwa lata wcześniej w Camp David porozumienie z Egiptem.

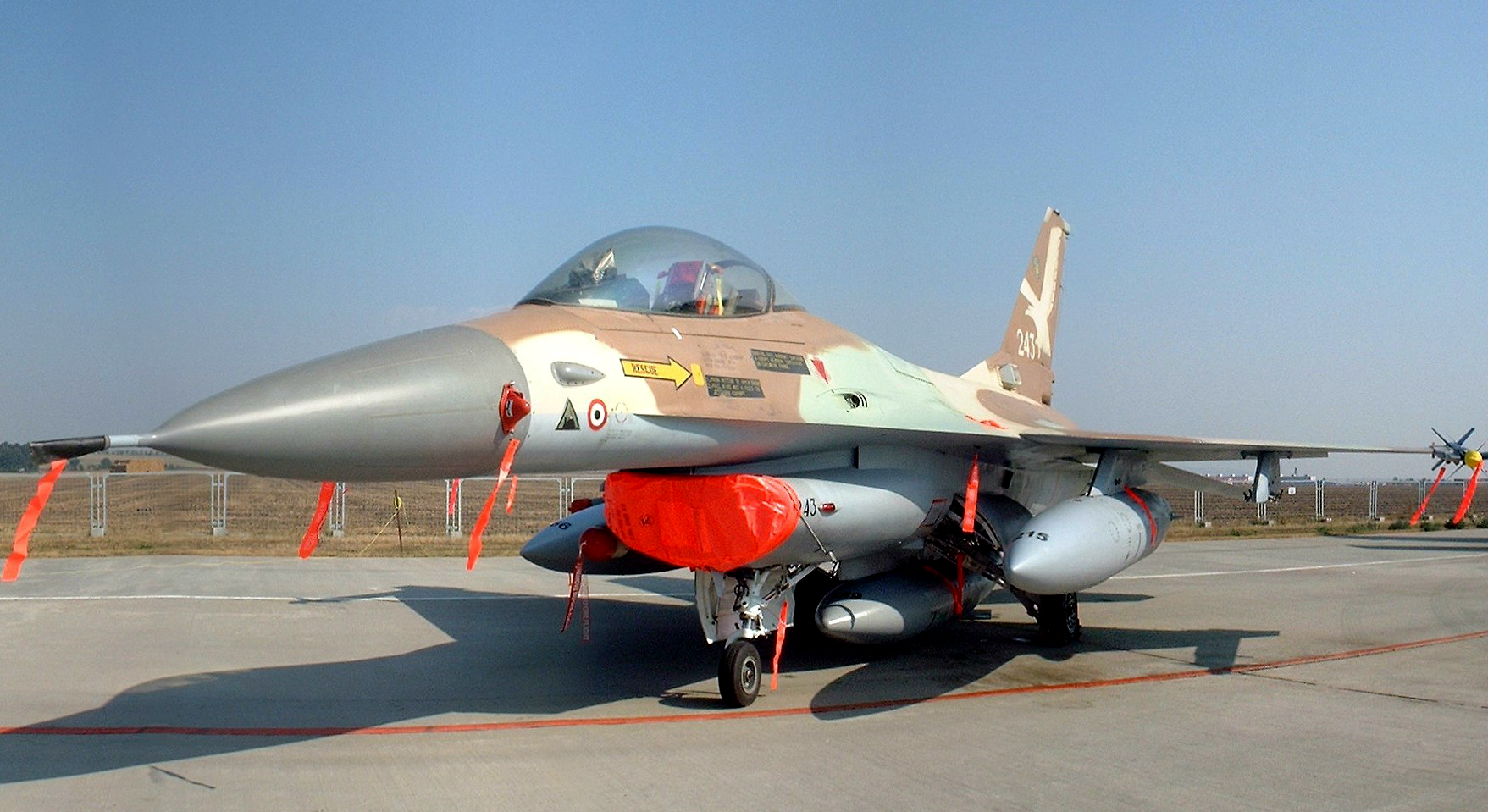
F-16A Fighting Falcon (Nec); maszyna ta, pilotowana przez pułkownika Ilana Ramona, wzięła udział w ataku na reaktor Osirak

7 czerwca 1981 roku izraelskie siły powietrzne przeprowadziły operację Opera, która przeszła do historii jako jedyny atak lotniczy na reaktor jądrowy. Osiem samolotów F-16 uzbrojonych w bomby Mark 84, eskortowanych przez sześć F-15, przeleciało nad terytorium Jordanii i Arabii Saudyjskiej, udanie zbombardowało cel, reaktor Osirak, i powróciło do baz, nie napotykając irackich samolotów i nie ponosząc strat od ognia z ziemi. Ten atak, choć udany z perspektywy militarnej, wywołał wielki skandal dyplomatyczny i na pewien czas zostały wstrzymane dostawy amerykańskiego sprzętu wojskowego dla Izraela – jednak wszystkie zamówione samoloty dotarły w 1982.
Inną niekonwencjonalną operacją przeprowadzoną przez IAF był wykonany w 1985 roku nalot na kwaterę główną Organizacji Wyzwolenia Palestyny niedaleko Tunisu (operacja Wooden Leg). Trasę od macierzystych baz, liczącą ponad dwa tysiące kilometrów, samoloty F-15 pokonały, wykonując tankowania w powietrzu.
W tym samym okresie debiut bojowy zaliczył jedyny pozostający obecnie w służbie (chociaż od drugiej połowy lat 90. nie w czynnej) samolot odrzutowy rodzimej produkcji – Kfir. Początkowo odnosił sukcesy jako maszyna uderzeniowa, jednak szybko okazało się, iż jego konstrukcja znacząco utrudnia obsługę naziemną i wskutek tego na już początku lat 90. w służbie pozostawało jedynie około dziewięćdziesięciu z dwustu wyprodukowanych samolotów, choć była to wówczas konstrukcja zaledwie piętnastoletnia. Potwierdzona jest strata jednego Kfira – w 1983 roku nad Bejrutem.

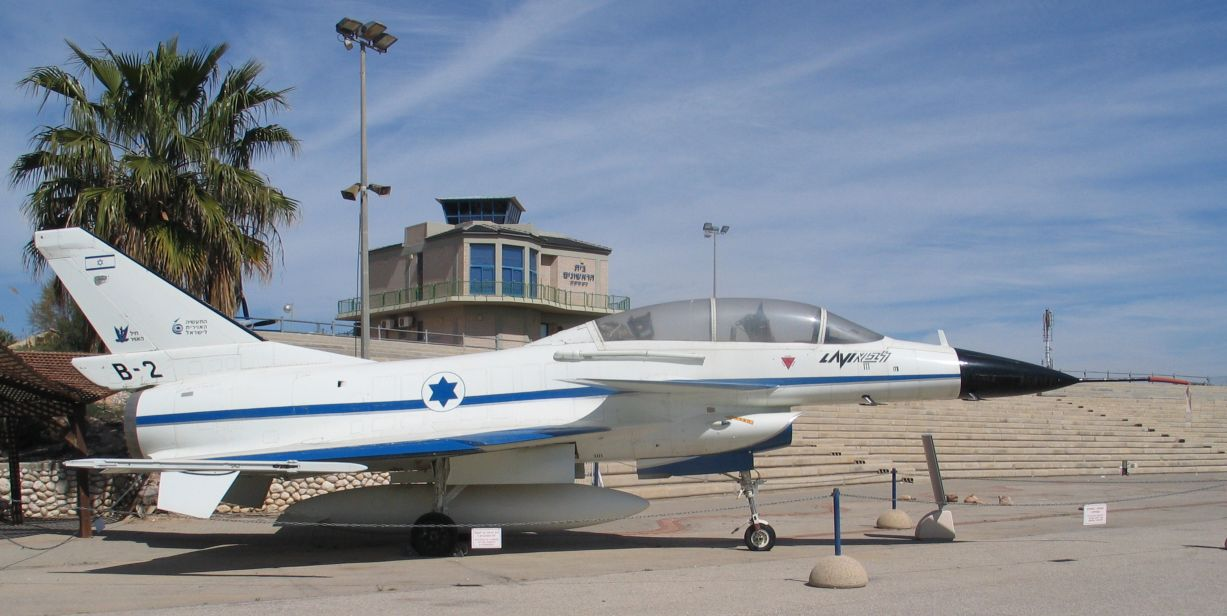
Lawi

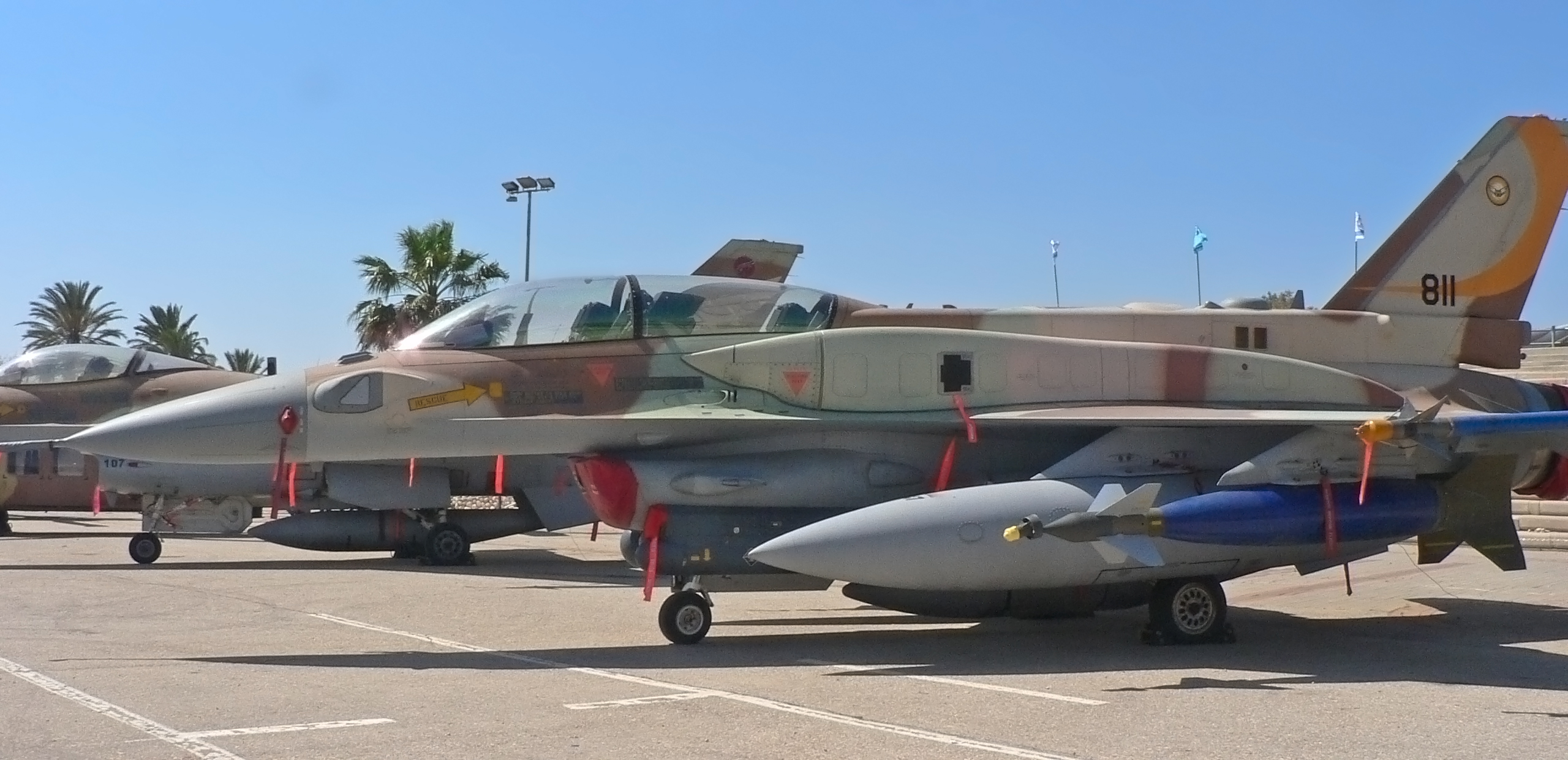
F-16I Sufa

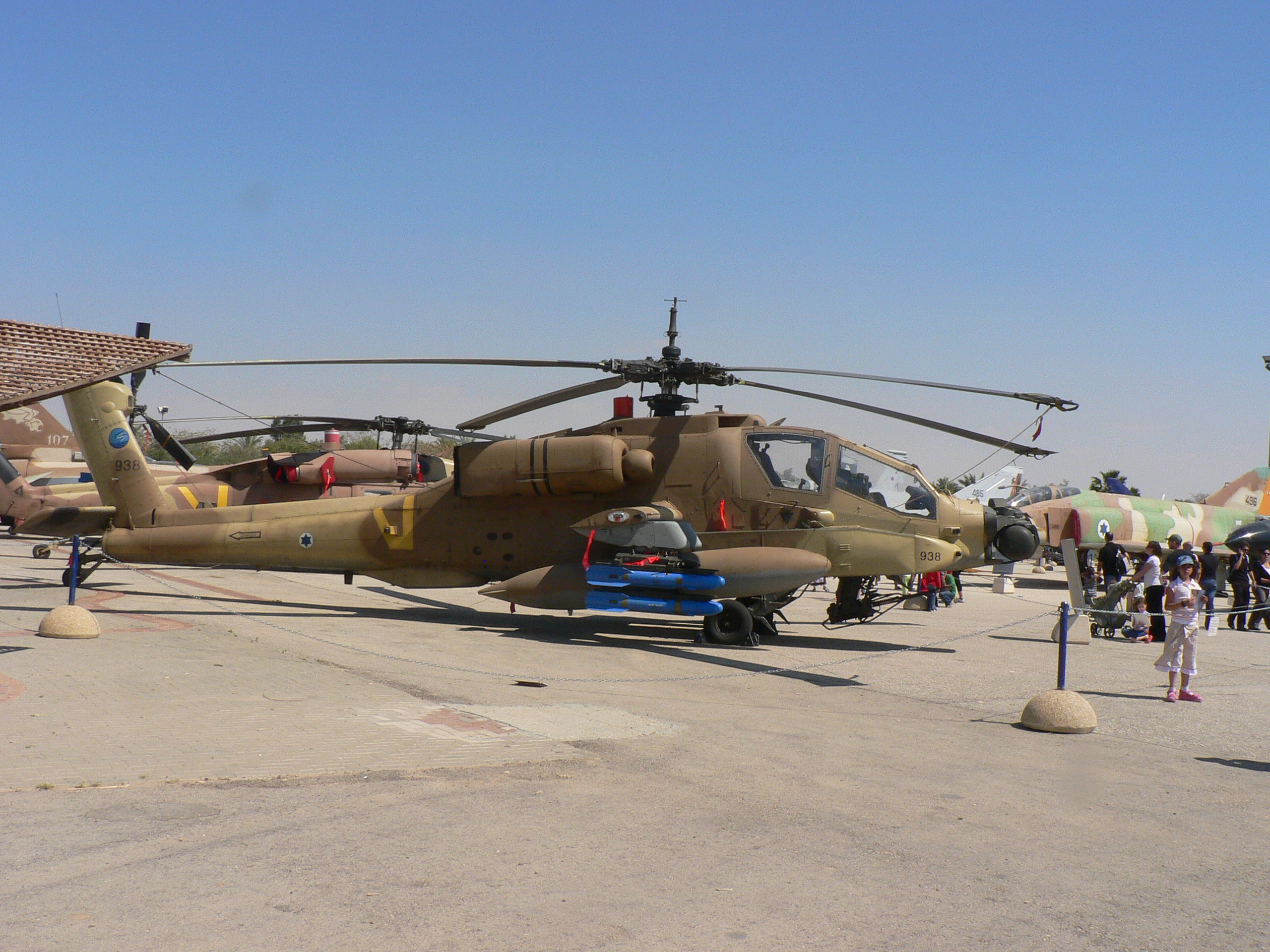
AH-64A Pethen

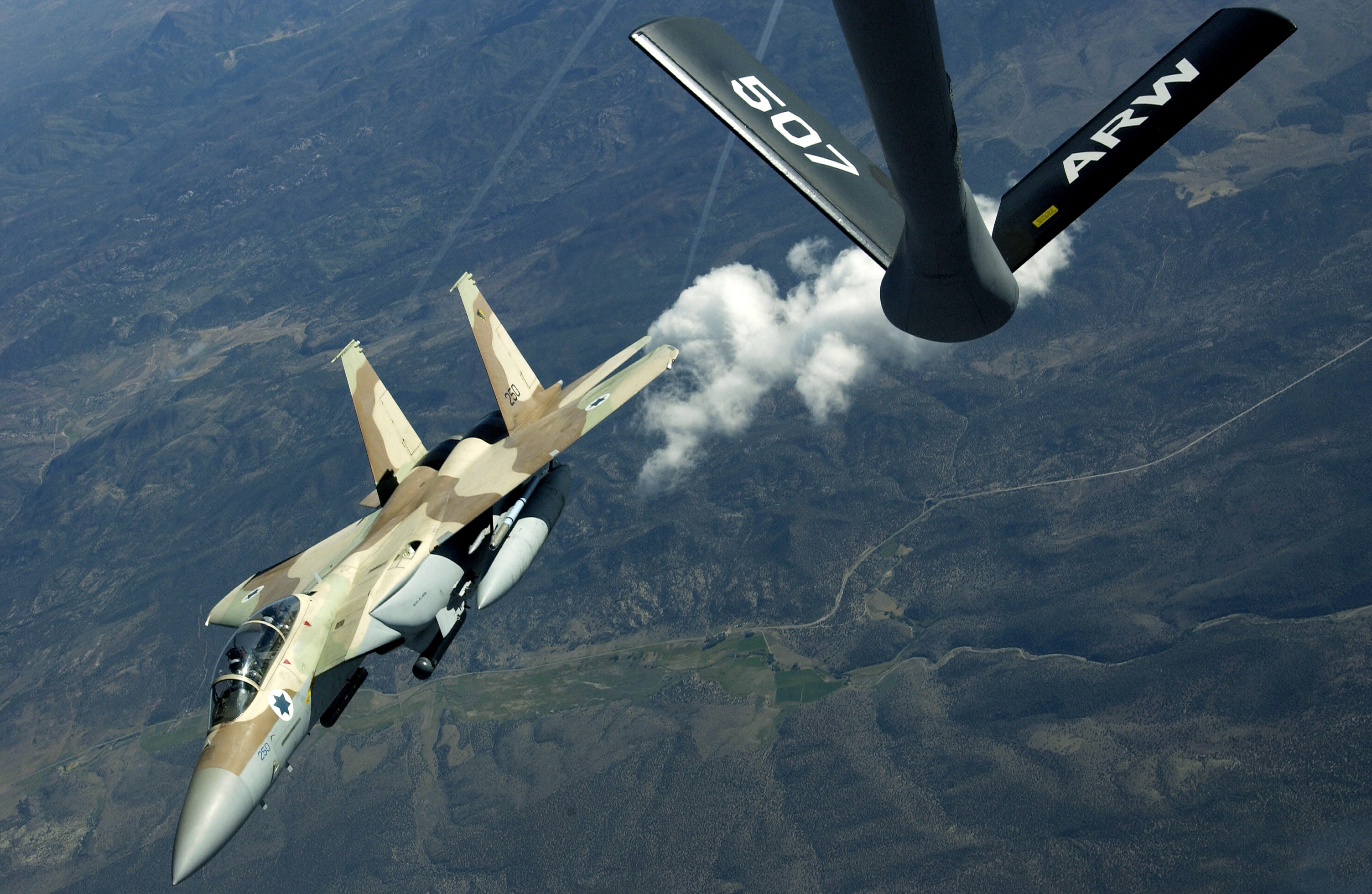
F-15I Ra’am

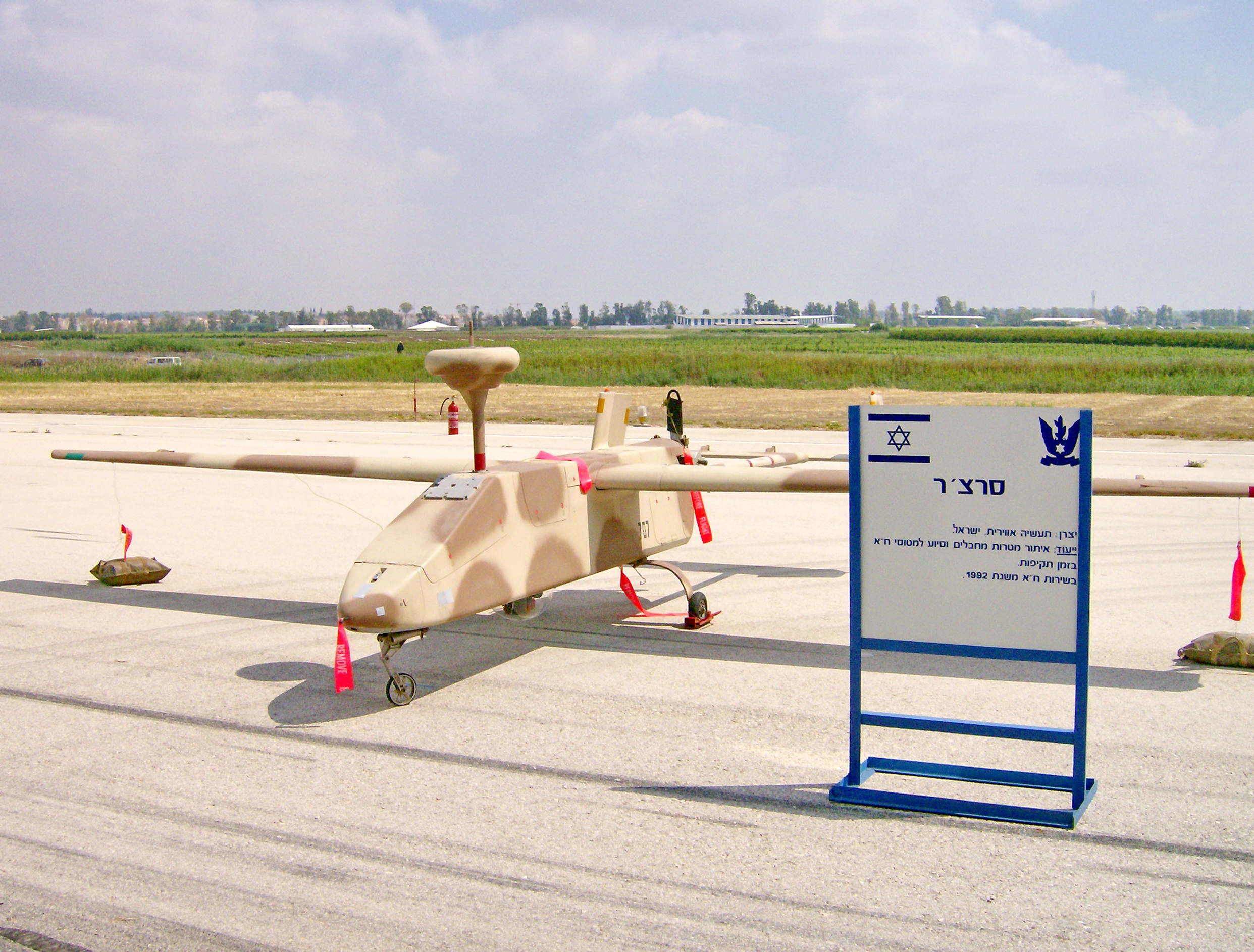
Searcher

Debiutem bojowym Falconów (nazwanych tam Nec, co również znaczy sokół) było starcie z dwoma syryjskimi śmigłowcami Mi-8 (i zestrzelenie ich) nad libańskim miastem Zahla.
Nową partię, w skład której weszły nie tylko maszyny A/B, ale także C/D, dostarczano od 1985 roku. Gdy ukończono realizację zamówienia, IAF miał na stanie: 57 F-16A, 7 F-16B, 59 F-16C i 26 F-16D. Zamówienie dalszych sześćdziesięciu w wersji C/D Block 40 było konsekwencją rezygnacji z programu własnego samolotu podobnej klasy, IAI Lavi. W Izraelu przeprowadzono głęboką modernizację wyposażenia elektronicznego, w ramach której powiększono też owiewkę pod statecznikiem pionowym; dokładne informacje o rodzaju umieszczonego tam ekwipunku są tajne. Na rok 1991 bilans walk powietrznych izraelskich F-16 według danych oficjalnych wynosił 44:0.
Wspomniane doświadczenia, a przede wszystkim ciężkie straty poniesione w wojnie Jom Kipur uświadomiły izraelskim decydentom konieczność posiadania zaawansowanych maszyn rozpoznawczych i do walki radioelektronicznej. Do tego celu zaadaptowano przede wszystkim sześć wycofanych z linii lotniczych samolotów pasażerskich Boeing 707-320, a jako uzupełnienie zastosowano wojskowe wersje mniejszych samolotów, takich jak Beechcraft King Air (pod oznaczeniem RU-21). Dla zadań rozpoznawczych nabyto amerykańskie E-2C Hawkeye, a także rozpoczęto produkcję własnych rozpoznawczych bezpilotowców. Od 2006 roku trwa też przystosowywanie samolotów Gulfstream G550 do roli nośników radiolokacyjnego systemu wczesnego ostrzegania. Boeingi 707 zakupione od El Al zostały też przeznaczone do roli latających tankowców.
Zaowocowało to złożeniem zamówienia na dziewiętnaście helikopterów szturmowych AH-64 Apache, które zrealizowano w 1990 roku (wraz z nimi do Izraela trafiły cztery OH-58D pełniące funkcję maszyn zwiadowczych i naprowadzających). Wkrótce do Izraela trafiły kolejne Apache.
Ważną rolę w IDF odgrywają śmigłowce transportowe (w przeciwieństwie do samolotów, których wykorzystanie jest zasadniczo nieopłacalne w tak małym kraju). Już w 1973 roku zakupiono w USA maszyny Sikorsky S-65. Zakupy różnych wersji tego śmigłowca, nie tylko w USA, ale także na przykład w Austrii trwały aż do lat 90. Jedyna potwierdzona utrata CH-53 nastąpiła w czasie wojny Jom Kipur. Do drobniejszych zadań (zadania łącznikowe, nadzorowanie terytoriów, zwalczanie partyzantów) wykorzystuje się flotę kilkudziesięciu UH-1 w różnych wersjach. W latach 90. zaczęto też wprowadzać na wyposażenie UH-60 Black Hawk.
W konkursie z roku 1993 podjęto decyzję o zakupie 25 samolotów F-15I Ra’am, opracowanej według izraelskich zapotrzebowań wersji F-15E Strike Eagle’a (konkurentami były F/A-18 i nowa, istniejąca dopiero w fazie projektowej, wersja F-16). Obecnie Izrael jest największym – po USA – użytkownikiem F-16. Kiedy więc pojawiła się konieczność zakupienia nowych maszyn dla IAF, powrócono do uprzednio odrzuconej koncepcji F-16. Tak powstała wersja dwumiejscowa wersja F-16I, będąca, zgodnie z izraelską doktryną, maszyną przeznaczoną nie do szkolenia, ale do wykonywania bardzo złożonych zadań bojowych, w których samodzielny pilot mógłby zostać obarczony zbyt dużą liczbą obowiązków. W 2001 roku ostatecznie uzgodniono, iż strona amerykańska za kwotę 4,5 mld USD dostarczy 102 samoloty. Pierwsza jednostka wyposażona w te maszyny uzyskała gotowość w roku 2004. Gdy dostawy dobiegną końca w roku 2009, Izrael mieć będzie łącznie 361 F-16 (o ile w międzyczasie nie odnotuje dalszych strat; jak dotąd utracono jednego F-16I).

### XXI wiek

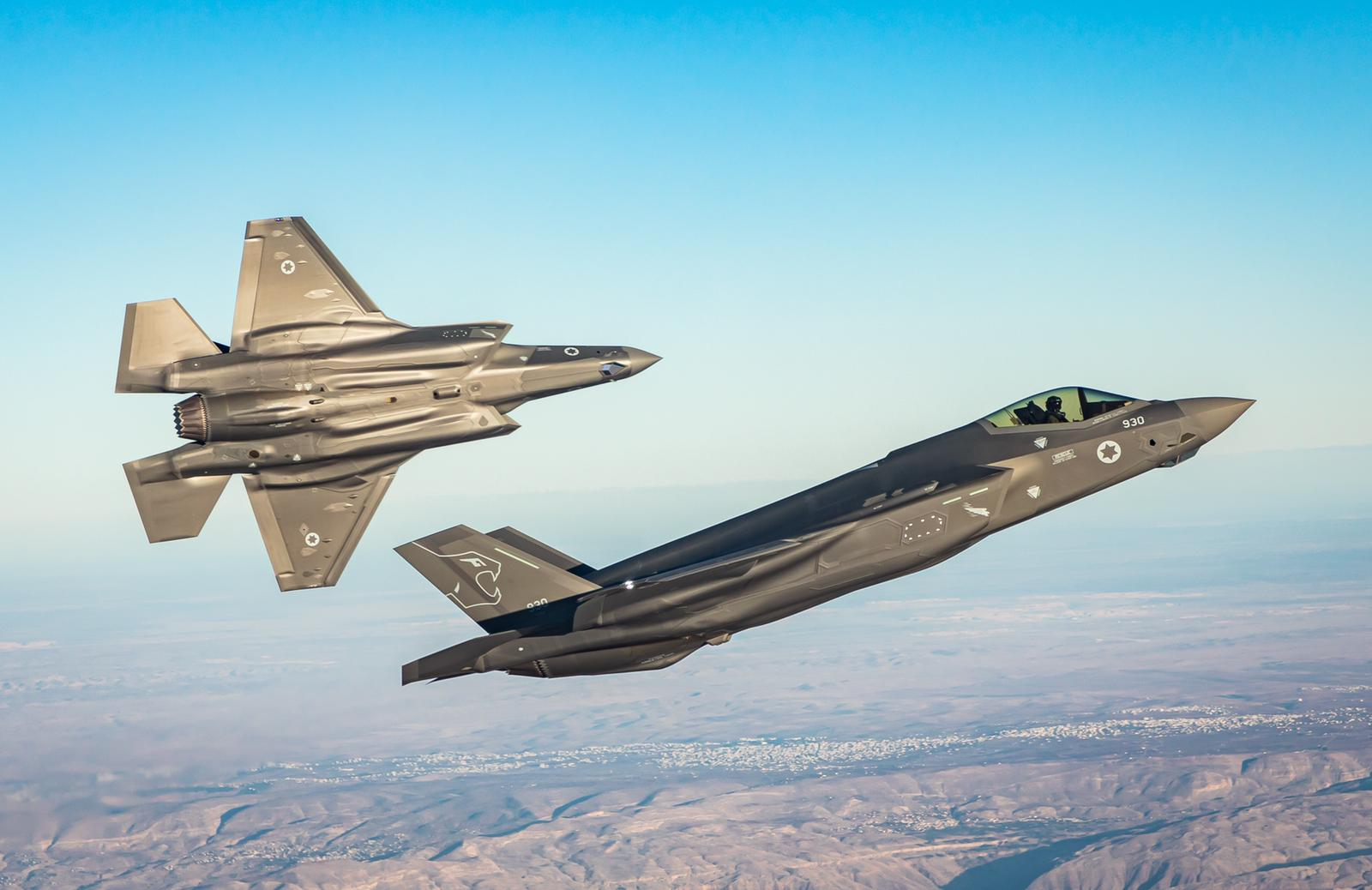
F-35I Adir

Od czasu pierwszej wojny libańskiej w latach 1982–1985 Siły Powietrzne Izraela nie uczestniczyły w żadnym otwartym konflikcie zbrojnym aż do II wojny libańskiej toczonej latem 2006 roku, w której IAF odegrał wiodącą rolę. Operacje izraelskie w Libanie rozpoczęły się właśnie od nalotów dokonywanych przez IAF, między innymi na wiele odcinków głównej drogi kraju, łączącej Bejrut z Damaszkiem (przy pomocy samolotów), a także cywilno-wojskowy międzynarodowy port lotniczy im. Rafika Haririego (przy pomocy śmigłowców).
W 2007 roku izraelskie lotnictwo przeprowadziło atak powietrzny na domniemany syryjski reaktor jądrowy (operacja Orchard). Na przełomie 2016 i 2017 roku wykonano zaś kilka uderzeń na obiekty wojskowe w rejonie Damaszku.
W grudniu 2016 roku izraelskie lotnictwo wprowadziło do służby swój pierwszy samolot myśliwski V generacji: F-35 Lightning II, nazwany w Izraelu Adir (pierwszy lot z izraelskimi pilotami wykonano 14 grudnia). Niecałe dwa tygodnie później ze służby liniowej wycofano intensywnie wykorzystywane na przestrzeni trzydziestu sześciu lat myśliwce F-16 w starszych wersjach A/B.
10 lutego 2018 roku nad Syrią strącony został (prawdopodobnie przez system przeciwlotniczy S-125) izraelski F-16I Sufa, wykonujący atak na cele naziemne na terytorium syryjskim. Maszyna rozbiła się w granicach Izraela, w północnej części kraju, w pobliżu kibucu Harduf. Obaj członkowie załogi zdołali się katapultować.
Podczas wojny w Strefie Gazy Siły Powietrzne Izraela prowadziły wielokrotne naloty, na skutek których zginęły tysiące Palestyńczyków. Według m.in. Amnesty International działania IAF stanowią zbrodnię wojenną.

## Struktura, szkolenie
W 1991 roku w siłach powietrznych służyło około 28 000 żołnierzy, a dodatkowo do ich dyspozycji pozostawało 9000 rezerwistów.
W tamtym okresie szkolenie składało się z czterech etapów. Podstawowe szkolenie odbywało się na małych samolotach Piper Cub, a następnie na odrzutowych maszynach Fouga Magister lub ich ulepszonej izraelskiej wersji produkowanej przez IAI (samoloty te wciąż są wykorzystywane, mimo że są już wiekowe i od końca lat 80. planowane jest zastąpienie ich nowymi). Charakter etapu trzeciego zależał od przydziału, jaki otrzymał dany pilot; wyznaczeni do pilotowania odrzutowców szkolili się na TA-4, piloci transportowców na Aravach, śmigłowców zaś – na wycofanych już Bellach 206. Ostatni etap następował już w jednostkach liniowych, na maszynach, których piloci mieli używać w codziennej służbie. Wyjątkiem od tej reguły byli piloci F-15, którzy szkoleni byli w USA z wykorzystaniem tamtejszego symulatora.

## Doktryna, sposób działania

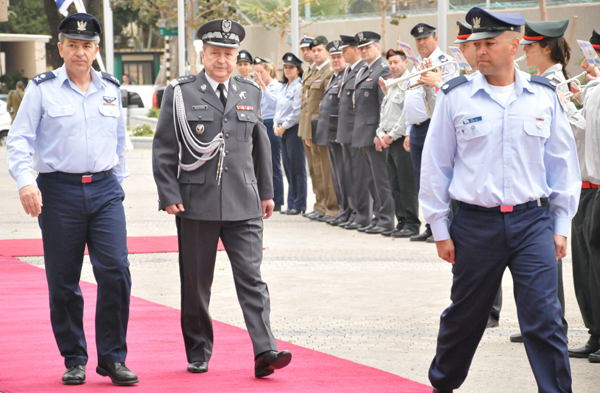
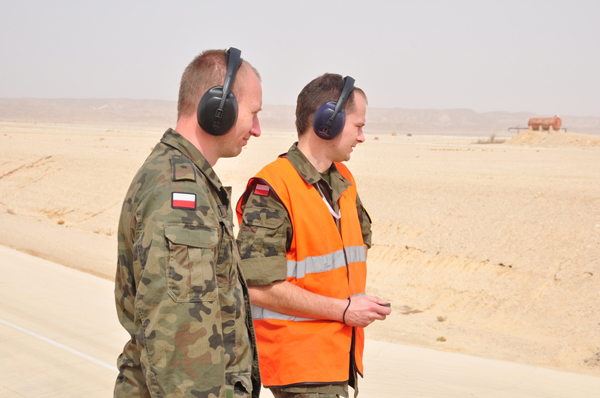
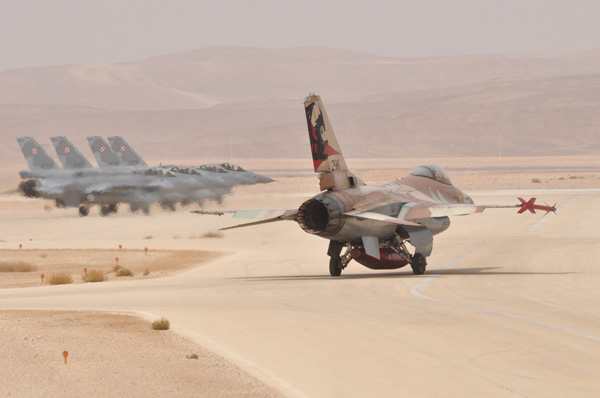
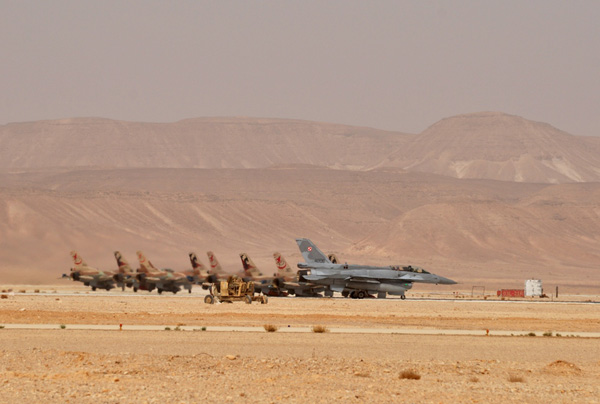
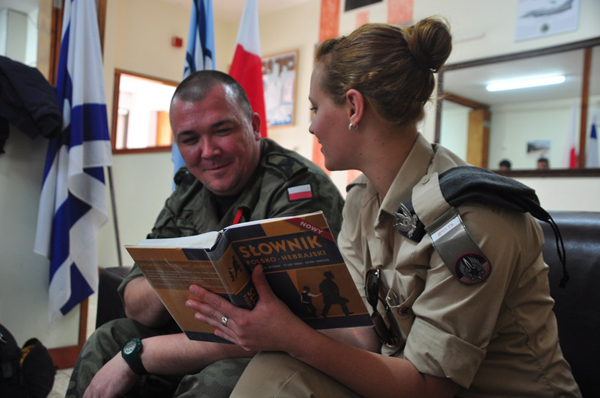

W atakach na cele naziemne Izrael wciąż stawia w dużej mierze na bomby niekierowane, którym precyzję zapewnia wysokiej klasy komputer bombardierski. Głównymi wykonawcami zadań szturmowych są dwumiejscowe F-16 – dzięki wzbogaconej awionice zmieniono je z maszyn szkolno-bojowych w uderzeniowe, przystosowane do realizowania szczególnie skomplikowanych zadań.
Dużą wagę przywiązuje się do możliwości wykonywania taktycznych desantów na tyłach przeciwnika – do tego właśnie celu utrzymywana jest flota ciężkich i średnich śmigłowców transportowych. Mimo niewielkich rozmiarów kraju Izraelczycy utrzymują flotę latających tankowców. Jest to odzwierciedlenie doktryny politycznej zakładającej obronę interesów Izraela i Żydów na całym świecie.
Mimo posiadania stosunkowo dobrze rozwiniętego przemysłu lotniczego Izrael nie produkuje obecnie ani nie rozwija żadnej własnej konstrukcji samolotu załogowego. Jest jednak w stanie dokonywać głębokich modernizacji sprzętu, zarówno własnego, jak i należącego do kontrahentów zagranicznych. Z tych możliwości szeroko korzystają izraelskie wojska lotnicze, a zwłaszcza izraelskie F-16, w których modyfikacje widoczne są w wyglądzie zewnętrznym maszyn.
Ze względu na dużą wagę przykładaną do ochrony życia żołnierzy w izraelskich siłach powietrznych występuje duże nasycenie bezpilotowcami rozpoznawczymi i bojowymi, produkcji zarówno amerykańskiej, jak i rodzimej.
Wspólne szkolenie z Siły Powietrzne, Marzec 2012 r.

## Wyposażenie

### Obecnie w służbie
| Samolot                               | Typ                            | Wersja                                          | Liczba | Uwagi                                     | Grafika | Przypisy                    |
| Myśliwce                              |                                |                                                 |        |                                           |         |                             |
| McDonnell Douglas F-15 Eagle          | Myśliwiec przewagi powietrznej | F-15A/C "Baz"F-15B/D "Baz"                      | 4118   |                                           |         | [ 30 ] [ 31 ]               |
| McDonnell Douglas F-15E Strike Eagle  | Myśliwiec wielozadaniowy       | F-15I "Ra’am"                                   | 25     |                                           |         | [ 30 ] [ 31 ]               |
| General Dynamics F-16 Fighting Falcon | Myśliwiec wielozadaniowy       | F-16C "Barak"F-16D "Barak"F-16I "Sufa"          | 784998 |                                           |         | [ 31 ] [ 32 ] [ 33 ]        |
| Lockheed Martin F-35 Lightning II     | Myśliwiec wielozadaniowy       | F-35I "Adir"                                    | 39     | Zakupiono 75 sztuk                        |         | [ 34 ] [ 35 ] [ 36 ]        |
| Rozpoznawcze i walki elektronicznej   |                                |                                                 |        |                                           |         |                             |
| Gulfstream G550                       | AWACSSIGINT                    | G550 Nachshon                                   | 23     |                                           |         | [ 37 ] [ 38 ] [ 39 ]        |
| Beechcraft King Air                   | SIGINT                         | RC-12D/K Cuckia                                 | 18     |                                           |         | [ 38 ] [ 40 ]               |
| Tankowce                              |                                |                                                 |        |                                           |         |                             |
| Boeing KC-707                         | Powietrzny tankowiec           | KC-707 "Re’em                                   | 7      |                                           |         | [ 41 ]                      |
| Lockheed KC-130 Hercules              | Powietrzny tankowiec           | KC-130H Qarnaf                                  | 4      |                                           |         | [ 41 ]                      |
| Szkolne                               |                                |                                                 |        |                                           |         |                             |
| Alenia Aermacchi M-346 Master         | Szkolne                        | M-346 Lavi                                      | 30     |                                           |         | [ 42 ] [ 43 ] [ 44 ]        |
| Grob G-120                            | Szkolne                        | G-120A-1 "Snunit" ("Swallow")                   | 17     |                                           |         | [ 45 ] [ 46 ]               |
| T-6 Texan II                          | Szkolne                        | T-6A "Efroni"                                   | 20     |                                           |         | [ 47 ] [ 48 ] [ 49 ]        |
| Transportowe                          |                                |                                                 |        |                                           |         |                             |
| Beechcraft King Air                   | Transportowy                   | 200 "Tzufit"                                    | 2      |                                           |         | [ 50 ] [ 51 ]               |
| Lockheed C-130 Hercules               | Transportowy                   | C-130E/H "Qarnaf"                               | 6      |                                           |         | [ 52 ]                      |
| Lockheed Martin C-130J Super Hercules | Transportowy                   | C-130J-30 "Shimshon"                            | 9      |                                           |         | [ 53 ] [ 54 ] [ 55 ]        |
| Śmigłowce                             |                                |                                                 |        |                                           |         |                             |
| Boeing AH-64 Apache                   | Śmigłowiec szturmowy           | AH-64A "Peten"AH-64D "Saraph"                   | 2320   |                                           |         | [ 56 ] [ 57 ] [ 58 ] [ 59 ] |
| Eurocopter AS565 Panther              | SAR                            | AS565 "Atalef" ("Pipistrello")                  | 5      | Używane przez Izraelską Marynarkę Wojenną |         | [ 60 ] [ 61 ]               |
| Bell OH-58D Kiowa Warrior             | Obserwacyjny                   | OH-58D Kiowa Warrior                            | 18     |                                           |         | [ 62 ] [ 63 ]               |
| Sikorsky S-70 Black Hawk              | Wielozadaniowy                 | S-70A "Yanshuf"UH-60A "Yanshuf"SH-60F "Yanshuf" | 48     |                                           |         | [ 64 ] [ 65 ] [ 64 ]        |
| Sikorsky CH-53 Sea Stallion           | Transportowy                   | CH-53D "Yas’ur 2000"                            | 19     |                                           |         | [ 66 ]                      |
| Bell OH-58 Saifan                     | Szkolny                        | OH-58B                                          | 4      |                                           |         | [ 62 ] [ 63 ]               |

### Wycofane
| Zdjęcie         | Samolot                                  | Kraj pochodzenia  | Typ                                                | Wersja                                | Dostarczono           | W służbie       | Uwagi |
| Samoloty bojowe | Samoloty bojowe                          | Samoloty bojowe   | Samoloty bojowe                                    | Samoloty bojowe                       | Samoloty bojowe       | Samoloty bojowe | Samoloty bojowe |
| --------------- | ---------------------------------------- | ----------------- | -------------------------------------------------- | ------------------------------------- | --------------------- | --------------- | --- |
|                 | Avia S-199                               | Czechosłowacja    | myśliwiec                                          |                                       | 25                    | 1948–1949       | 101 Eskadra IAF |
|                 | Boeing B-17 Flying Fortress              | Stany Zjednoczone | samolot bombowy                                    |                                       | 3                     | 1948–1958       | 69 Eskadra IAF |
|                 | North American P-51 Mustang              | Stany Zjednoczone | myśliwiec                                          | P-51D                                 | 25                    | 1948–1961       | ex-szwedzkie; 69, 116 Eskadra IAF |
|                 | Supermarine Spitfire                     | Wielka Brytania   | myśliwiec                                          | LF.Mk IX                              | 87                    | 1948–1954       | ex-czechosłowackie i włoskie; 101, 105, 107 Eskadra IAF                                                                                        |
|                 | De Havilland Mosquito                    | Wielka Brytania   | myśliwsko-bombowe myśliwce rozpoznawcze treningowe | FB.VI NF.30 PR.XVI TR.33              | 60 20 6 3             | 1948–1957       | 101, 103, 109, 110, 115 Eskadra IAF |
|                 | Bristol Beaufighter                      | Wielka Brytania   | myśliwce                                           | TF.X                                  | 4                     | 1948            | ex-RAF; 103 Eskadra IAF |
|                 | Gloster Meteor                           | Wielka Brytania   | myśliwiec                                          | F.8 FR.9 NF.13 T.7                    | 11 7 6 11             | 1953–1964       | 107, 110, 115, 117, 119 Eskadra IAF, |
|                 | Dassault MD 450 Ouragan                  | Francja           | myśliwsko-bombowy                                  |                                       | 75                    | 1955–1973       | ex-Armée de l’air; 107, 113, 115 Eskadra IAF                                                                                                   |
|                 | Dassault MD 454 Mystère IV               | Francja           | myśliwsko-bombowy                                  | IVA                                   | 59                    | 1956–1971       | 101, 109, 116 Eskadra IAF |
|                 | Dassault Super Mystère                   | Francja           | myśliwsko-bombowy                                  | B.2                                   | 24                    | 1958–1975       | 105 Eskadra IAF |
|                 | Sud Aviation Vautour II                  | Francja           | samolot bombowy                                    | IIA IIB IIN                           | 17 4 7                | 1958–1972       | 110 Eskadra IAF (IIA/B), 119 Eskadra IAF (IIN)                                                                                                 |
|                 | Dassault Mirage III Szachak              | Francja           | myśliwiec                                          | IIICJ IIIB                            | 72 5                  | 1961–1982       | Dwa IIICJ z wymiennym nosem do misji rozpoznawczych (IIIRJ); 101, 117, 119, 253, 254 Eskadra IAF                                               |
|                 | McDonnell Douglas A-4 Skyhawk Ajit       | Stany Zjednoczone | samolot szturmowy szkolno-treningowy               | A-4H A-4N A-4E A-4M TA-4H TA-4F TA-4J | 90 117 106 13 21 4 20 | 1968–2015       | nowe A-4H i A-4N oraz ex-US Navy; 53 utracono w 1973; 102, 109, 110, 115, 116, 140, 147, 179 Eskadra IAF                                       |
|                 | McDonnell Douglas F-4 Phantom II Kurnass | Stany Zjednoczone | myśliwsko-bombowy rozpoznawczy                     | F-4E RF-4E                            | 274 12                | 1969–2005       | głównie ex-USAF; RF-4 oznaczone Orev, powstała też rodzima wersja rozpoznawcza F-4E(S), 43 utracono w 1973; 69, 105, 107, 119, 201 Eskadra IAF |
|                 | IAI Nesher                               | Francja · Izrael  | myśliwsko-bombowy                                  | S T                                   | 51 10                 | 1971–1981       | Mirage 5 zmontowane w Izraelu; 101, 113, 117, 144, 253 Eskadra IAF                                                                             |
|                 | IAI Kfir                                 | Izrael            | myśliwiec wielozadaniowy                           | C.1/2/7 TC.2/7                        | 212                   | 1975–1999       | Zbudowano głównie C.2 i TC.2, które zmodernizowano do C.7; 101, 109, 113, 144, 149, 254 Eskadra IAF                                            |
|                 | F-16A/B                                  | Stany Zjednoczone | Nec                                                | F-16A/B                               | 125                   | 1980–2016       | 26 grudnia 2016 roku odbyła się ceremonia wycofania F-16A/B ze służby.                                                                         |